# 沙姆沙伊赫国际机场
27°58′38″N 034°23′41″E / 27.97722°N 34.39472°E
沙姆沙伊赫国际机场（阿拉伯语：‎）是埃及旅游胜地沙姆沙伊赫的国际机场，是该国仅次于开罗国际机场的第二繁忙的机场，跻身非洲十大最繁忙机场之列。

## 歷史

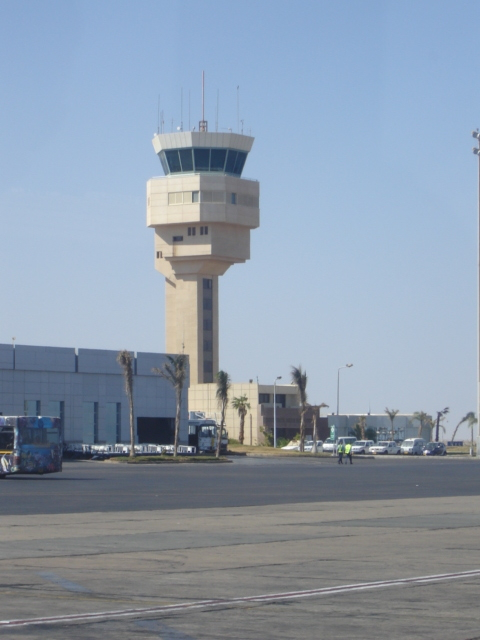
沙姆沙伊赫國際機場控制塔

1967年，以色列入侵埃及西奈半島並佔領，並於1968年5月14日作為以色列空軍興建基地而啟用，當時稱為Ophira國際機場。1979年，埃及和以色列簽訂和平條約，以色列於1982年完全撤出西奈半島。以軍撤出後，機場改為民用機場並改為現稱。